# Országos Műszaki Fejlesztési Bizottság
Az Országos Műszaki Fejlesztési Bizottság (OMFB) Magyarországon „a népgazdaság szempontjából jelentős műszaki fejlesztési ügyekben a Minisztertanács tanácsadó szerve” volt. Országos hatáskörű szervként meghatározott körben (pl. kutatási-fejlesztési programokkal, központi információs rendszerrel kapcsolatban) irányítási és jogalkotási feladatokat is ellátott. A rendszerváltás után kutatási-fejlesztési minisztériumi szerepet szántak neki, a vezetője tárcanélküli miniszter volt. 1994-től előbb minisztériumi főosztállyá degradálódott, a későbbiekben egyre inkább jelentőségét veszítette. Az eredeti rangját már nem tudta visszanyerni, míg végül 2003-ban ezen a néven megszüntették, jogait és tevékenységét más szervezetek vették át.

## Története

### Létrehozása
1961-ben hozták létre. Elnökét és elnökhelyetteseit a Minisztertanács nevezte ki.

### Működése

#### A rendszerváltás előtt
A rendszerváltás előtt részben tanácsadótestületként, részben pedig – önálló koncepciók, stratégiai javaslatok kidolgozása, kidolgoztatása révén, az MTA-val együttműködve – a kutatás-fejlesztés (K+F) terület önálló formáló szerveként működött.

#### 1990-1994
A rendszerváltás után az Antall-kormány koncepciójának megfelelően (lényegében K+F minisztériumként tekintettek az OMFB-re), Pungor Ernő irányításával új alapokra helyezték a K+F finanszírozást. Megindultak a szakmai (K+F) pályázatok, a nemzetközi kapcsolatok kiszélesítését, a K+F területnek a felsőoktatási kutatási potenciállal való széles körű integrációját az OMFB messzemenően támogatni igyekezett. Az 1988-ban létrehozott Központi Műszaki Fejlesztési Alap (KMÜFA) elosztásában az OMFB-nek korábban csak javaslattételi joga volt, 1994-től a kezelője lett.

### Megszűnése
A Kutatási és Technológiai Innovációs Alapról szóló 2003. évi XC. törvény szüntette meg.
A törvény hatálybalépésével egyidejűleg hatályát vesztette a Központi Műszaki Fejlesztési Alapprogramról szóló 98/1996. (VII. 10.) Korm. rendelet, valamint az azt módosító 158/2001. (IX. 12.) Korm. rendelet és a 252/2002. (XII. 5.) Korm. rendelet; a Nemzeti Kutatási és Fejlesztési Programok lebonyolításának szabályairól szóló 251/2002. (XII. 5.) Korm. rendelet; az Országos Műszaki Fejlesztési Bizottságról szóló 226/1999. (XII. 30.) Korm. rendelet; valamint a Nemzeti Kutatási és Fejlesztési Programok céljára rendelt előirányzat felhasználásának és kezelésének szabályairól szóló 27/2002. (V. 17.) OM rendelet. .
A törvény hatálybalépésével egyidejűleg a fejezeti kezelésű Műszaki Fejlesztési Célelőirányzatot, illetve a fejezeti kezelésű Nemzeti Kutatási és Fejlesztési Programok előirányzatot megillető követeléseket és az azokat terhelő kötelezettségeket az Alap vette át.
Ahol jogszabály fejezeti kezelésű Műszaki Fejlesztési Célelőirányzatot, illetve fejezeti kezelésű Nemzeti Kutatási és Fejlesztési Programok előirányzatot említ, ott e törvény hatálybalépését követően az Alapot kell érteni.
Ahol jogszabály Országos Műszaki Fejlesztési Bizottságot említ, ott e törvény hatálybalépését követően Kutatási és Technológiai Innovációs Tanácsot kell érteni.

## Feladatköre
- a műszaki fejlesztési és kutatási irányelvek kidolgozása
- a minisztériumok és országos hatáskörű szervek műszaki fejlesztéssel és kutatással kapcsolatos irányító tevékenységének összehangolása.

## Vezetői
- Kiss Árpád elnök, miniszteri rangban (1961. szeptember 13. – 1967. április)
- Ajtai Miklós elnök, 1970. augusztus 18-tól 1978. január 15-ig
- Pál Lénárd elnök 1978–1980-ban, majd 1984–1985-ben
- Tétényi Pál elnök 1985 és 1989 között
- Pungor Ernő 1990. december és 1994 között az Országos Műszaki Fejlesztési Bizottságot vezető tárca nélküli miniszterként tagja volt az Antall-kormánynak
- Nyíri Lajos elnök volt 1998-ban[10]

## Fontosabb rendeletei
- 1/1969. (IV. 27.) OMFB rendelet a Budapesti Nemzetközi Vásáron közszemlére kiállított szabadalmazható találmányok, minták és védjegyek időleges oltalmáról
- 4/1969. (XII. 28.) OMFB-IM együttes rendelet a találmányok szabadalmi oltalmáról szóló 1969. évi II. törvény végrehajtásáról
- 1/1970. (VI. 11.) OMFB rendelet Országos Meteorológiai Szolgálat szervezéséről
- 2/1970. (VII.1.) OMFB-IM együttes rendelet a védjegyről szóló 1969. évi IX. törvény végrehajtásáról
- 3/1970. (XI.5.) OMFB rendelet a gyári vagy kereskedelmi védjegyek nemzetközi lajstromozására vonatkozó Madridi Megállapodás Nizzai Szövegének végrehajtási szabályzatáról
- 1/1971. (VII. 14.) OMFB rendelet a nukleáris anyagok nyilvántartásáról
- 1/1972. (V. 27.) OMFB rendelet a nukleáris anyagok nemzetközi ellenőrzéséről
- 11/1986. (IX. 11.) IM rendelet a találmányok szabadalmi oltalmáról szóló 1969. évi II. törvény végrehajtására vonatkozó 4/1969. (XII. 28.) OMFB-IM együttes rendelet módosításáról
- 4/1983. (V. 12.) IM rendelet a találmányok szabadalmi oltalmáról szóló 1969. évi II. törvény végrehajtására vonatkozó 4/1969. (XII. 28.) OMFB-IM együttes rendelet módosításáról